# Dan Torres
Daniel James Edward Torres ou simplesmente Dan Torres (Londres, 2 de abril de 1979) é um cantor britano-brasileiro.

## Biografia e Carreira
Filho de pai brasileiro e mãe inglesa, Dan nasceu em Londres onde viveu durante 24 anos, sua vida sempre esteve ligada à música, ainda na Inglaterra, Dan fez parte da banda "2AD”, fazendo vários shows em seu país de origem.
Em 2003, Dan veio morar no Rio de Janeiro e após um ano no Brasil, ele foi selecionado para a terceira edição do programa “Fama” da Rede Globo, onde teve uma participação de destaque, por dez semanas Dan mostrou para o país inteiro o seu talento como cantor e surpreendeu a todos ao compor uma canção ao vivo que acabou interpretando no programa juntamente com Cídia Luize, a canção era “Esse Amor”. O sucesso da canção no programa e a parceria no palco com Cídia foi tanto, que despertou o interesse de uma gravadora.
Logo após o programa, Dan formou a dupla com Cídia e assinou contrato com a Warner, por onde lançou o primeiro CD da dupla intitulado “Cídia e Dan”, a canção “Esse Amor” rapidamente se tornou um sucesso com grande execução nas rádios de todo o país, ainda no mesmo ano a canção “Pra Você Eu Digo Sim (If I Fell)” do mesmo CD de estreia da dupla fez parte da trilha sonora da novela “Como uma Onda” da Rede Globo.
Em 2006, a dupla lançou “Duetos Românticos”(Performance/Som Livre), um CD e DVD ao vivo onde eles interpretam grandes clássicos da canção internacional. O projeto foi um sucesso instantâneo e rapidamente alcançou uma vendagem superior a 50.000 cópias vendidas, o que rendou um Disco de Ouro, o destaque do disco foi a canção “Close To You” que fez parte da trilha da novela “O Profeta” da Rede Globo. Em 2008 a dupla repetiu a receita do sucesso e lançou “Duetos Românticos 2”(Som Livre), mais uma vez um grande sucesso de vendas e destaques paras as canções “I’ve Got You Under My Skin” que fez parte da trilha da novela “Eterna Magia” e “When I Fall In Love” que fez parte da trilha de “Três Irmãs”, ambas novelas da Rede Globo.
Durante esse período, Dan trabalhou paralelamente em alguns projetos de destaque, assumiu os vocais da banda “The Liverpool Kids” onde interpretavam exclusivamente canções da banda “The Beatles” e emplacaram duas canções em novelas, “I Need You” em “O Profeta” e “Yesterday” em “Duas Caras”. Dan, a pedido da Rede Globo, ainda gravou uma versão da canção “Lay Lady Lay” do Bob Dylan para o personagem de Stênio Garcia na novela “Caminho das Índias”.Em 2009, Dan foi convidado pelo produtor musical da novela “Malhação” para gravar a canção “I Can’t Live Whithout Your Love”, a canção virou tema do casal principal da trama e se tornou a décima canção do cantor a fazer parte de trilhas sonoras de novelas da Rede Globo.
Após quatro anos de muito sucesso com a dupla Cídia e Dan, o cantor e compositor Dan Torres lançou o seu primeiro CD solo, o disco traz 11 canções inéditas e autorais, onde Dan passeia entre o inglês e o português mostrando a sua versatilidade para compor e interpretar em ambos os idiomas com muita competência e qualidade. Dan mostra ainda, um outro lado seu ao assinar os arranjos e a produção musical do CD em parceria com o produtor musical Nani Palmeira. A mixagem ficou por conta da parceria entre Nani e Ricardo Palmeira e a masterização por um dos profissionais mais conceituados do mercado musical, Ricardo Garcia. O resultado foi um disco pop, bem produzido e com canções e melodias fortes, refrões marcantes e letras que falam sobre a vida e o amor. O CD ainda conta com as participações especiais de Cídia Luize, sua parceira na dupla de sucesso Cídia e Dan e de Mú Carvalho do grupo “A Cor do Som”.
Em 2011, lançou "Bring It Around", o segundo disco da sua carreira solo. Dan usa seu talento para produzir um pop rock da melhor qualidade e em inglês, onde exprime melhor seus dons musicais.  O CD conta com 11 faixas e inclui a canção “Calling”, que fez parte da trilha da novela “Guerra dos Sexos”.
Em 2014, interpreta o tema da novela das 21h da Rede Globo de Televisão, "Império", com a versão de Lucy In The Sky With Diamonds da banda britânica The Beatles, ganhadora do Prêmio Extra  de Televisão como melhor canção de novela.
Com o sucesso de "Império", no ano de 2015, Dan Torres grava mais 3 trilhas sonoras de novelas globais:  “Unchained Melody”, famosa pelo filme “Ghost - Do Outro Lado da Vida”, para a novela “Alto Astral”,  “Blowin In The Wind” clássico de Bob Dylan para a novela “Sete Vidas” e sua canção autoral “Splendor” para a novela “Babilônia”
O rei das trilhas sonoras, Dan Torres, ainda mostra toda sua versatilidade em projetos paralelos como a banda de rock n’ rolll “The Underdogs”, tendo lançado seu primeiro disco em 2014, e sua parceria na música eletrônica junto ao DJ Dux com a canção “Don’t Stop for no One”.

## Fama
| Show    | Canções                                                        |
| ------- | -------------------------------------------------------------- |
| 1º Show | Condição - Lulu Santos                                         |
| 2º Show | Transas - Ritchie                                              |
| 3º Show | No Woman, No Cry / Não chores mais - Bob Marley / Gilberto Gil |
| 4º Show | Detalhes - Roberto Carlos                                      |
| 5º Show | Your Song - Elton John                                         |
| 6º Show | Mais Uma Vez - Renato Russo                                    |
| 6º Show | É - Gonzaguinha                                                |
| 7º Show | Alegria, Alegria - Caetano Veloso                              |
| 7º Show | É Proibido Proibir - Caetano Veloso                            |
| 8º Show | Até o Fim - Chico Buarque                                      |
| 8º Show | Vai passar - Chico Buarque                                     |
| 9º Show | Hotel California - The Eagles                                  |
| 9ª Show | Esse Amor - Dan Torres                                         |

## Discografia
| Ano  | Título           |
| ---- | ---------------- |
| 2009 | Dan Torres       |
| 2011 | Oscar Dan Torres |